# Dálnice 80 (Izrael)
Dálnice 80, přesněji spíš Silnice 80 (hebrejsky: 80 כביש, Kviš 80) je silniční spojení nikoliv dálničního typu (absence vícečetných jízdních pruhů a mimoúrovňových křižovatek) v jižním Izraeli, o délce 34 kilometrů.
Začíná nedaleko města Ar'ara ba-Negev v centrální části Negevské pouště, kde odbočuje z dálnice číslo 25. Směřuje pak k severu. Z východu míjí město Kesejfa a pak pokračuje okolo archeologické lokality Tel Arad dál k severu, do svahů Judských hor, respektive jejich jižní části nazývané Hebronské hory (Har Chevron). Končí poblíž vesnice Har Amasa, nedaleko Zelené linie, která odděluje Izrael v jeho mezinárodních hranicích od okupovaného Západního břehu Jordánu.